# Pancorbo
Pancorbo és un municipi del nord de la província de Burgos a la comunitat autònoma de Castella i Lleó.

## Història
La batalla de Pancorbo es va lliurar el 816 quan l'exèrcit àrab enviat al nord per l'emir al-Hàkam I i dirigit per Abd al-Karim ibn Abd al-Wahid ibn Mugit va intentar creuar el pas de Pancorbo.

## Demografia
| 1991 | 1996 | 2001 | 2004 |
| ---- | ---- | ---- | ---- |
| 573  | 519  | 468  | 464  |